# Andrew Fairbairn Affleck
Andrew Fairbairn Affleck, né le 27 février 1874 à Ayr en Écosse et mort le 25 août 1940 à Étaples dans le Pas-de-Calais, est un peintre et graveur écossais. 

## Biographie

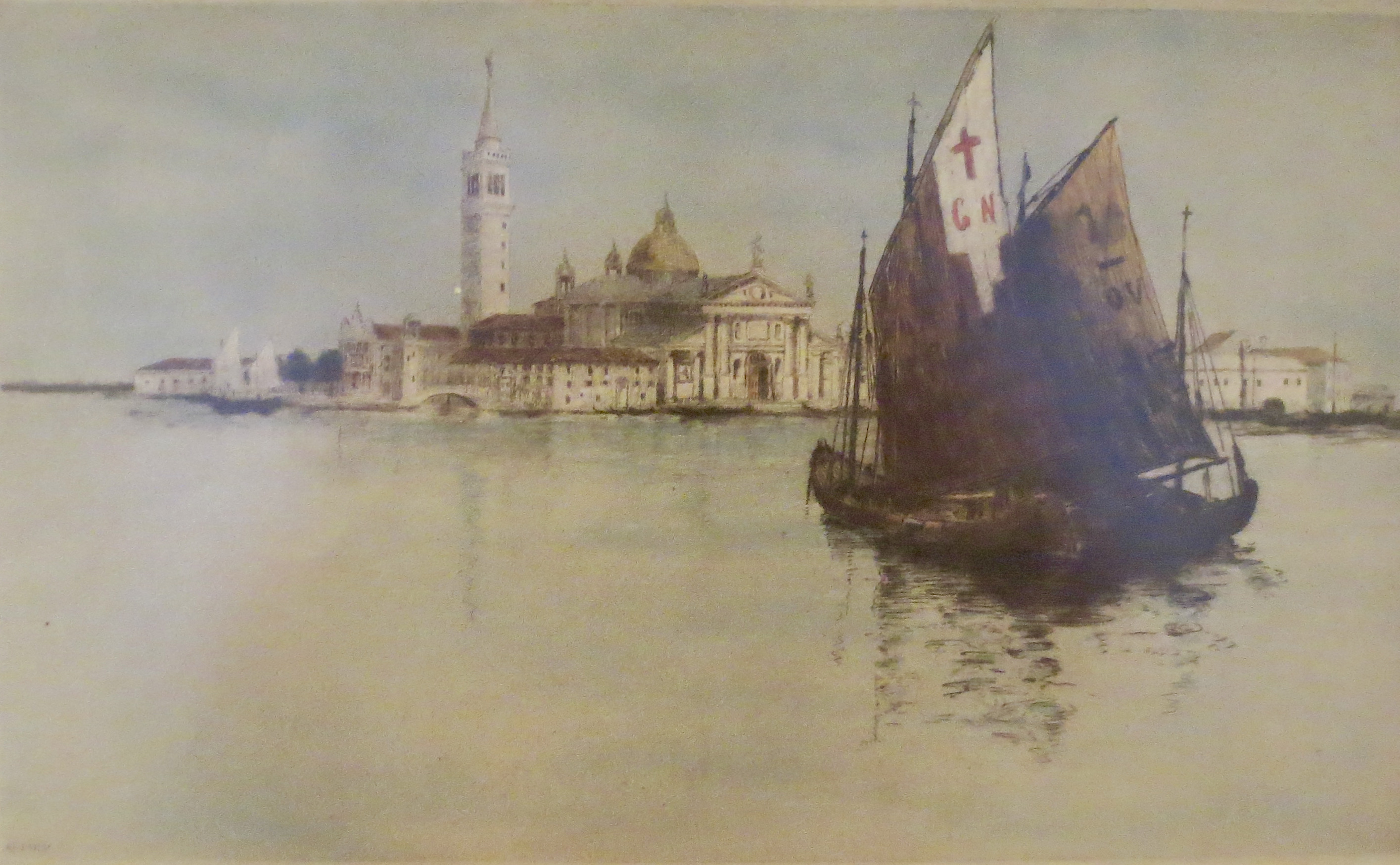
Venise, le palais des Doges.

Andrew Fairbairn Affleck, naît en 1874 à Ayr en Écosse. Graveur et peintre, d'origine écossaise, il est surtout connu pour ses gravures architecturales d'Angleterre, de Hollande, d'Italie, de Belgique et d'Amérique. 
Il s'installe à Londres et voyage beaucoup. Il vit en Angleterre, en Belgique, en Espagne. À Paris, il est élève de Jules Lefebvre et de Tony Robert-Fleury.
Il arrive, au début du XXe siècle, à Étaples, où il rejoint la colonie artistique d'Étaples.
Il expose au Salon des artistes français de 1905, à Paris, une toile, Vieux Camarades, et deux eaux-fortes, Montreuil et L'Oratoire à Paris. Il participe à l’Exposition universelle de Bruxelles de 1910 avec trois eaux-fortes.
On cite parmi ses eaux-fortes : le Château d’Edimbourg, Notre-Dame de Paris, La Cathédrale de Beauvais, Le Château Saint-Ange à Rome, L’Église Saint-Marc, L’Église de la Salute, sur le quai des Esclavons, à Venise.
Le musée Anastase Simu (ro) de Bucarest, possède une épreuve de son estampe, La Cathédrale de Beauvais.
Il meurt le 25 août 1940 à Étaples.

## Œuvres
Certaines de ses gravures connues comprennent : 
- Les falaises de la Meuse  (1916), France ;
- L'abbaye de Westminster, Angleterre ;
- Le château de Windsor, Angleterre ;
- L'ancienne cathédrale de Baltimore[2].

## Collections publiques
- Étaples, musée Quentovic d'Étaples :
  - Intérieur de marins à Étaples (La triste nouvelle), huile sur toile[5] ;
  - Femme au rouet, 1903, huile sur toile[6].
  - La Rue de l'église d'Hesdin, aquarelle sur papier[7].